# ريتش جاكسون
ريتش جاكسون (بالإنجليزية: Rich Jackson)‏ هو لاعب كرة قدم أمريكية أمريكي، ولد في 22 يوليو 1941 في نيو أورلينز في الولايات المتحدة.

## وصلات خارجية
- ريتش جاكسون على موقع مرجع كرة القدم المحترفة.كوم (الإنجليزية)
- ريتش جاكسون على موقع قاعة لويزيانا للمشاهير الرياضية (الإنجليزية)
- ريتش جاكسون على موقع إن إن دي بي (الإنجليزية)